# União do Oeste
União do Oeste este un oraș în Santa Catarina (SC), Brazilia.